# غريغور مندل
غريغور يوهان مندل (بالإنجليزية: Gregor Johann Mendel) (20 تموز/يوليو 1822- 6 كانون الثاني/يناير 1884) راهبٌ أوغاستيني وعالمٌ نمساوي، ومؤسس علم الوراثة الحديث. وُلِد مندل بين عائلةٍ ناطقةٍ بالألمانية في الجزء السيليزي من الإمبراطورية النمساوية التي أصبحت الآن جزءًا من جمهورية التشيك. وضعت تجارب مندل على نبات البازلاء التي أجريت بين عامي 1856 و 1863 العديد من قواعد الوراثة ويشار إليها الآن باسم قوانين علم الوراثة المندلية.
تعامل مندل مع سبع صفاتٍ لنباتات البازلاء وهي: طول النبات، شكل ولون الثمرة، شكل ولون البذور، موقع ولون الزهرة. اعتمد مندل على لون البذرة كمثالٍ لنبات البازلاء وأوضح من خلاله أنه عندما هُجِّنت البازلاء الصفراء نقيّة السلالة والبازلاء الخضراء نقيّة السلالة فكانت نتيجة هذا التهجين سلالة ذات بذور صفراء دائمًا.
تُظهر نتيجة التهجين السابق وجود بازلاء خضراء في الجيل الثاني بمعدل واحدة خضراء مقابل 3 صفراء. فسّر مندل هذه الظاهرة عندما صاغ مصطلحي «المتنحية» و «السائدة» في إشارةٍ إلى صفاتٍ معينة، مما يعني أن الصفة الخضراء التي اختفت في الجيل الأول قد تنحّت وسادت مكانها الصفة الصفراء.
لم يُفصَح بأهمية عمل مندل حتى مطلع القرن العشرين (بعد أكثر من ثلاثة عقود من وقت ظهورها) مع إعادة اكتشاف قوانينه. تحقق كل من إريك فون تشيرماك، وهوغو دي فريس، وكارل كورينس، وويليام جاسبر سبيلمان بشكلٍ مستقل من العديد من النتائج التجريبية لمندل مستبشرين بالعصر الحديث لعلم الوراثة.

## الحياة والوظيفة
وُلد مندل في بلدة هيندزدورف على الحدود المورافيا-سيليزية في الإمبراطورية النمساوية التي أصبحت الآن جزءًا من جمهورية التشيك. كان والداه أنطون وروزين مندل مزارعان يعملان في مزرعةٍ تابعةٍ لعائلة مندل منذ 130 عام. امتلك مندل أختان فيرونيكا وتيريزيا. عمل مندل خلال طفولته كبستانيٍ ودرس تربية النحل.
درس مندل الفلسفة والفيزياء العملية والنظرية في المعهد الفلسفي بجامعة أولوموك من عام 1840 إلى عام 1843 وتوقف سنةً أخرى بسبب المرض. كافح أيضًا مالياً لدفع تكاليف دراسته وأعطته أخته تيريزيا مهرها. ساعد مندل أبناء أخته الثلاث فيما بعد في دراستهم حيث أصبح اثنان منهما أطباء.
دخل مندل كلية الفلسفة عندما كان عميد قسم التاريخ الطبيعي والزراعة يوهان كارل نستلر الذي أجرى أبحاثًا مكثفة عن الصفات الوراثية للنباتات والحيوانات وخصوصًا الأغنام. دخل مندل دير القديس أوغاستينوس في برنو (يُطلق عليها برون باللغة الألمانية) بناءً على توصية من مدرس الفيزياء فريدريك فرانز، وبدأ تدريباته ككاهن.
عمل مندل مدرّسًا بديلاً في المدرسة الثانوية ولكنه لم ينجح في الامتحان الذي يخوّله بأن يكون استاذًا مؤهلًا للتعليم في المدرسة الثانوية بشكلٍ رسمي. أُرسِل مندل في عام 1851 إلى جامعة فيينا للدراسة ليتمكن من الحصول على مزيدٍ من التعليم الرسمي ثم عاد إلى الدير في عام 1853 ليبدأ العمل كأستاذ فيزياء. تقدّم مندل للامتحان مرة ثانية في عام 1853 لكنه لم ينجح به أيضًا.
انتُخِب مندل ليكون رئيسًا للدير في عام 1857. حيث استلم هذا المنصب في السنة التالية وانتهى عمله العلمي فورًا مما وضع على عاتقه الكثير من المسؤوليات الإدارية وخصوصًا النزاع مع الحكومة المدنية حول محاولتها لفرض ضرائب خاصة على المؤسسات الدينية.
توفي مندل في 6 كانون الثاني/يناير 1884 عن عمر يناهز 61 عامًا في برنو، مورافيا، النمسا (جمهورية التشيك الآن) بسبب إصابته بالتهاب الكلية المزمن.

## مساهمات

### تجارب على تهجين النبات
أُلهم مندل المعروف باسم «أبو علم الوراثة الحديثة» من قبل أساتذته في جامعتي بالاكو وأولوموك (فريدريش فرانز ويوهان كارل نيستلر) وزملاؤه في الدير (مثل فرانز ديبل) لدراسة الاختلاف في النباتات. بدأ مندل تجاربه على نباتات البازلاء الصالحة للأكل في عام 1856.
استقرّ مندل على دراسة الصفات السبعة التي بدت وكأنها متوارثة عن صفاتٍ أخرى بعد إجراء تجارب أوليةٍ على نباتات البازلاء؛ وركز أولاً على شكل البذور والذي كان إما زاويًا أو دائريًا. أجرى مندل دراساتٍ على 28000 نبتة كان قد زرعها ومعظمها من نبات البازلاء بين عامي 1856 و 1863.
أوضحت هذه الدراسات أنه عند تهجين الأنواع المختلفة النقية السلالة (النباتات الطويلة المخصبة مع النباتات القصيرة) تظهر في الجيل الثاني نباتاتٍ تمتاز فيها واحدة من أصل أربعة بصفة متنحية أصيلة، وواحدة أخرى بصفة سائدة، واثنان منها نباتات هجينة. أدت كل هذه الدراسات إلى وضع ما يٌعرف بقوانين الوراثة المندلية.

### مفارقة مندلية
عمل الإحصائي وعالم الوراثة السكانية فيشر على إعادة بناء تجارب مندل وتحليل نتائج الجيل الثاني ووجد أن نسبة الأنماط السائدة إلى المتنحية (مثل البازلاء الخضراء مقابل الصفراء، والبازلاء المستديرة مقابل المجعّدة) قريبة من النسبة المتوقعة التي هي من 3 إلى 1.
اعتقد فيشر بوجود لغطٍ ما فيما يخص التوافق بين النتائج وتوقعات مندل وظنَّ بوجود نوعٍ من التزوير حيث أدى تحليله إلى ظهور مفارقة مندلية فمن ناحيةٍ ما لا يمكن الشك في صحة بيانات مندل الإحصائية لأنها صحيحة، ولا يمكن الشك في وجود أي احتيال متعمّد أو تغيير غير مقصود لملاحظاته.

## ملخص عن أبحاثه

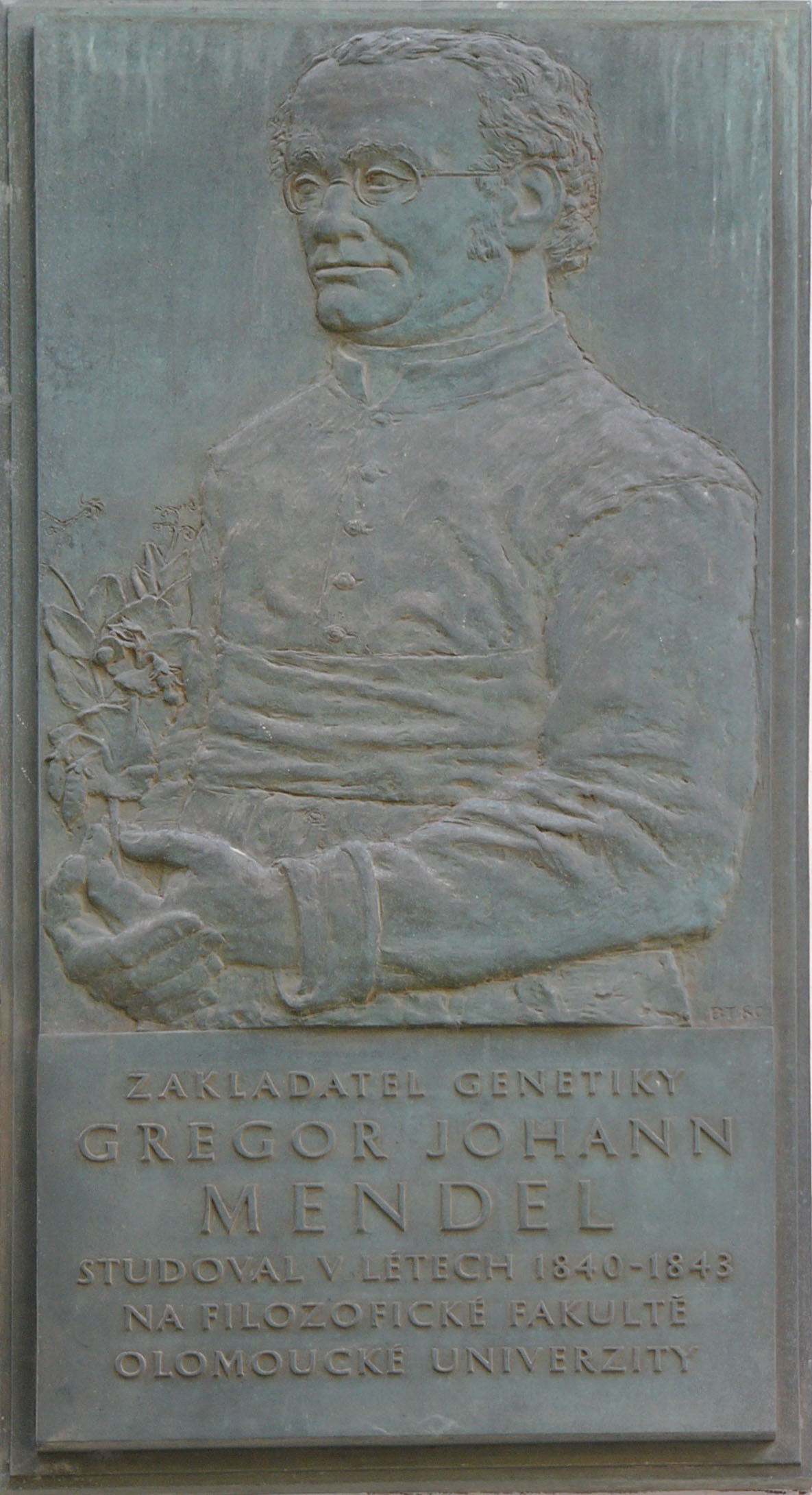
لوحة تذكارية لمندل في أولوموك

استخدم مندل نبات البازلاء لمعرفة من أين تأتي الصفات، وقد استخدم نبات البازلاء لأن أزهاره تميل إلى التلقيح الذاتي بواسطة القليل جداً من حبوب اللقاح الذي ينتقل من زهرة إلى أخرى. وقد وجد أن للبازلاء العديد من الصفات المنفصلة ومنها:
1. لون الزهرة:أبيض أو بنفسجي.
2. موقع الزهرة: طرفي أو محوَري.
3. لون البذرة: أخضر أو أصفر.
4. شكل البذرة: مجعد أو أملس.
5. شكل الثمرة: متخصر أو منتفخ.
6. لون الثمرة: أصفر أو أخضر.
7. طول النبات: قصير أو طويل.

و قد لاحظ أنه إذا تُرك النبات دون تدخل فإن النباتات الطويلة دائماً تُنتج نباتات طويلة وتُنتج البذور الخضراء بذوراً خضراء.
وكنوع من التجربة قام العالم مندل بمنع بعض الأزهار من التلقيح الذاتي ونقل حبوب اللقاح بعناية من نبات طويل القامة إلى آخر قصير القامة. وقد فعل نفس الشيء بالنسبة لكل الصفات المنفصلة. ولنا أن نتخيل الدهشة التي أصابته عندما اكتشف أن بعض الصفات قد اختفت. فقد كانت كل الذرية الناتجة من هذه العمليات التهجينية طويلة القامة، وقد كانت كل الأزهار بنفسجية اللون وكل البذور خضراء. عندما زاوج مندل النباتات التي تتميز بصفات متقابلة وجد أن كل الذرية (الجيل الأول) أظهرت صفة واحدة (طويلة القامة) بينما اختفت الصفة المقابلة (قصيرة القامة)، وافترض مندل من هذه التجربة أننا نرث صفة واحدة فقط من أحد الوالدين.
إن أكثر الأشياء إثارة للدهشة في عمل مندل أنه وضع القوانين الأساسية للوراثة قبل أن يتم التوصل إلى أي معلومات حول الكروموسومات أو الجينات أو الحمض النووي(DNA).
إلا أن مندل قد استمر في تجاربه وقد كانت تجربته التالية هي إنبات البذور التي حصل عليها من نباتات الجيل الأول ومعرفة أي أنواع النباتات ستنتج، وقد كانت نتائج هذه الخطوات مدهشة، فلقد ظهرت في الجيل الثاني تلك الصفات التي اختفت في الجيل الأول لكن ظهورها كان بنسب مختلفة. فقد وجد أن الصفات تظهر بمعدل ¾ للصفة التي ظهرت في الجيل الأول و¼ للصفة التي لم تظهر في الجيل الأول.
وقد أطلق مندل على الصفة التي ظهرت في أفراد الجيل الأول بـالصفة السائدة، والصفة التي اختفت في الجيل الأول ثم عادت للظهور في الجيل الثاني بـالصفة المتنحية.
و قد استطاع مندل بعد إجرائه العديد من التجارب والحصول على النتائج نفسها أن يصوغ أسس الوراثة والتي عرفت بقوانين مندل للوراثة. وما زالت أفكار مندل صحيحة على الرغم من التفسيرات المختلفة التي نتناولها اليوم حول الجينات. وفيما يأتي أسس الوراثة التي بنيت على النتائج التي توصل إليها مندل من تجاربه:
1. تنتج صفات الكائن الحي من جينين، واحد من كلا الوالدين.
2. في كل زوج من الجينات نجد أن أحدها يسود على الآخر بحيث تظهر صفة الجين الذي يسود، وتختفي صفة الجين الذي لا يسود.
3. أثناء الانقسام تنفصل جينات الصفة الواحدة وينتقل جين واحد فقط إلى الذرية.
4. أثناء الانقسام تنفصل جينات الصفات المختلفة بصورة مستقلة عن بعضها بعضاً.[21]

## قوانين مندل الوراثية
أي صفة في الجسم ممثلة بزوج واحد من الجينات متقابلان على السلم الحلزوني DNA وذات مكان ثابت ومعين، ولكل جين شكلين يسمى كل منهما أليلاً. وهذا الأليل إما أن يكون ذا طبيعة غالبة (سائدة) أو مغلوبة (متنحية). ولا يشترط أن يكون جينا الصفة الواحدة من نفس الطبيعة فقد يكون أحدهما ذا طبيعةٍ سائدة والآخر متنحي، أو أن يكون كلاهما من طبيعة واحدة. لكي تظهر تلك الصفة في الجيل القادم يكفي أن يكون أحدهما ذا صفة سائدة ومن البدهي أن يكون تأثيره على عدد أكثر من الأبناء لو أن الجينين يحملان الصفة السائدة. أما أن الصفة المتنحية فلكي تظهر في الجيل القادم يجب أن يكون جيناها من النوع المتنحي. وبمعنى آخر أن جيناً واحداَ متنحياً لا يستطيع التعبير عن نفسه أو الظهور في الجيل القادم.
هناك في جسم الإنسان بعض الصفات التي هي دائماً سائدة مثل لون البشرة الأسود والقامة الطويلة ولون العين الأسود، فإذا كان أحد الأبوين أسود اللون وطويل القامة فإن نسبة هذه الصفات في الأطفال القادمين ستكون عالية لأنها صفات غالبة أما إذا كان الأبوان من الصفات الغالبة نفسها فسيكون كل الأبناء بالصفات نفسها ومثل آخر هو فصيلة الدم (RH) أي السالبة والموجبة فالجين المسؤول عن هذا العامل إما أن يكون غالباً أو مغلوباً والشخص الحامل لهذا العامل إما أن يكون أحد جينيه غالباً أو أن يكون الاثنان من النوع الغالب. الشخص الذي يكون فيه جينا هذا العامل من النوع المغلوب لا يحمل على كريات دمه الحمراء هذا العامل.
وضع مندل اثنين من القوانين الوراثية سمي القانون الأول بقانون مندل الأول (قانون انعزال الصفات)، والتي تتحدث عن انعزال الأليلين في جين الصفة الواحدة أثناء عملية الانقسام المنصف وتكوين الجاميتات. أما قانون مندل الثاني (قانون التوزيع الحر) والذي ينص على انفصال أليلي الصفة الوراثية وتوزعهما بصورة مستقلة عن أليلي الصفات الأخرى أثناء عملية الانقسام المنصف.

## ما بعد تجارب البازيلاء
بعد الانتهاء من تجارب البازيلاء تحولت حياته وتجاربه نحو النحل، لتوسيع عمله انتج سلالة هجينة من النحل (مفرغة بحيث يتم تدميرها)، لكنها فشلت بسبب صعوبة تفسير سلوكيات تزاوج النحل، ووصف أيضا انواع نباتية جديدة، تم إضافة مندل إلى قائمة مختصرات أسماء علماء النبات
بعد أن ارتقى منصب رئيس الدير في عام 1868، عمله العلمي انتهى إلى حد كبير بسبب المسؤوليات الإدارية المتزايدة خصوصاً الصراع مع الحكومة المدنية التي كانت تفرض رسوم ضرائب على المؤسسات الدينية، في البداية أعمال مندل تم رفضها لكن بعد وفاته أصبحت مقبولة على نطاق واسع حيث كان معظم علماء الأحياء مهتمين بنظرية داروين الخلق التلقائي التي لم تكلل بالنجاح، وتم اكتشاف افكار مندل من عام 1930 إلى 1940 حيث تم توليف افكار مندل مع نظرية داروين.

## وفاته
مندل توفي يوم 6 يناير 1884، عن عمر يناهز 61 عاما، في مدينة برنو، مورافيا، النمسا المجر (الآن جمهورية التشيك)، بعد معاناة من التهاب الكلية المزمن، لحن التشيكي ليوش ياناتشيك في جنازته واحرقت جميع اوراقه بعد وفاته.

## وصلات خارجية
- غريغور يوهان مندل على موقع الموسوعة البريطانية (الإنجليزية)
- غريغور يوهان مندل على موقع إن إن دي بي (الإنجليزية)